# Eric T. Olson

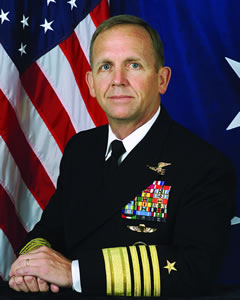
Eric T. Olson

Eric Thor Olson (* 24. Januar 1952 in Tacoma, Washington) ist ein ehemaliger Admiral der US Navy und war vom 9. Juli 2007 bis 2011 Kommandeur des US Special Operations Command (USSOCOM).

## Militärische Laufbahn
Olson schloss 1973 die US Naval Academy in Annapolis, Maryland, ab. Anschließend wurde er zum Offizier für spezielle Kriegführung (Naval Special Warfare officer) ausgebildet und diente in einem Kampftaucherteam (Underwater Demolition Team), einem SEAL-Team, einem SEAL-Delivery-Vehicle-Team, einer Special Boat Squadron und in der US Naval Special Warfare Development Group. Er diente zudem als SEAL-Ausbilder, Strategie- und Taktikentwicklungsoffizier und als JSOC-Stabsoffizier. Seine Auslandseinsätze umfassen die Tätigkeiten als UN-Militärbeobachter in Israel und Ägypten sowie als Marineverbindungsoffizier in Tunesien.
Im Oktober 1993 war Olson in einer Führungsposition während der Häuserkämpfe in der Schlacht von Mogadischu in Somalia eingesetzt. Nachdem zwei MH-60 „Black Hawks“ durch feindliches Feuer abgestürzt waren, half Olson bei der Organisation der Rettungsoperation und führte dann ein Rettungsteam zu einer der Absturzstellen. Diese Nachtmission wurde bekannt als Mogadishu Mile, in Bezug auf die Entfernung, die das Rettungsteam zurücklegen musste, um die Verletzten zu bergen. Olson wurde dafür der Silver Star verliehen.
Olson hat auf jeder Kommandoebene Untergebene befehligt, vom Zugführer eines SEAL-Platoons bis zum Kommandeur im US Naval Special Warfare Command. Er diente zudem als Assistent im Büro des Deputy Chief of Naval Operations für Planung, Strategie und Operationen. Von 1994 bis 1997 kommandierte er die US Naval Special Warfare Development Group, das vormals geheime Antiterrorkommando SEAL Team Six. 1999 übernahm er dann selbst den Posten des höchsten SEALs, nämlich das Kommando über das US Naval Special Warfare Command in Coronado, Kalifornien.
Vom August 2003 bis zum Juli 2007 war Olson der stellvertretende Kommandeur des US Special Operations Command (USSOCOM). Am 10. Mai 2007 nominierte ihn US-Verteidigungsminister Robert Gates als Nachfolger für General Bryan D. Brown und damit als Kommandeur des USSOCOM. Nachdem diese Nominierung vom Armed Services Committee des US-Senats bestätigt wurde, übernahm Olson am 9. Juli 2007 das Kommando von General Brown. Er ist damit der erste US Navy SEAL, der den Rang eines Admirals erreicht und zudem der erste Marineoffizier, der das USSOCOM befehligt. Am 22. August 2011 trat er aus dem aktiven Dienst zurück.

## Sonstiges
Er hat einen Master of Arts in Nationalen Sicherheitsbeziehungen der Naval Postgraduate School. Er ist verheiratet und hat zwei Kinder.

## Auszeichnungen
Auswahl der Dekorationen, sortiert in Anlehnung der Order of Precedence of Military Awards:
- Defense Distinguished Service Medal
- Navy Distinguished Service Medal
- Silver Star
- Defense Superior Service Medal (2 ×)
- Legion of Merit
- Bronze Star
- Defense Meritorious Service Medal (2 ×)
- Meritorious Service Medal (3 ×)
- Joint Service Commendation Medal (2 ×)
- Navy & Marine Corps Commendation Medal
- National Defense Service Medal (3 ×)
- Vietnam Service Medal (2 ×)
- Southwest Asia Service Medal (3 ×)
- Global War on Terrorism Expeditionary Medal
- Global War on Terrorism Service Medal
- Armed Forces Service Medal